# Brigadiere capo
Il brigadiere capo è il grado apicale dei sovrintendenti dei Carabinieri e della Guardia di Finanza. Il brigadiere capo riveste la qualifica di ufficiale di polizia giudiziaria, mentre, per la Guardia di Finanza riveste anche la qualifica di ufficiale di polizia tributaria.
Fino al 1995 il grado di brigadiere capo non esisteva.
Il distintivo di grado del brigadiere capo consiste di tre galloni argentati e di un binario argentato per i Carabinieri, ovvero dorato per la Guardia di Finanza.
Per accedere alla categoria dei sovrintendenti si partecipa a un concorso interno bandito dall'amministrazione di appartenenza e si  frequenta un corso presso la Scuola Sottufficiali della durata di tre/sei mesi, dove, alla fine dello stesso, si rivestirà il grado di vice brigadiere (ex livello VI); dopo quattro anni si verrà valutati per l'avanzamento al grado di brigadiere e ai successivi cinque anni si andrà in valutazione per la promozione al grado apicale, che prevede sino a tre anni di valutazione (quindi anche un ritardo per rivestire il grado), e si verrà promossi al grado di brigadiere capo (ex livello VI-bis).

Distintivo di grado per controspallina di brigadiere capo dell'Arma dei Carabinieri
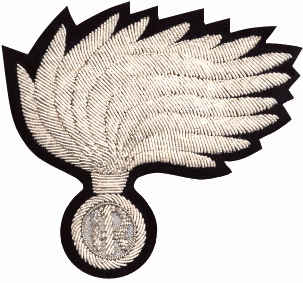
Fregio da cappello rigido, "fiamma sfuggente" argentata a 13 punte su panno nero da sovrintendente dell'Arma dei Carabinieri

Distintivo di grado per controspallina di brigadiere capo della Guardia di Finanza
Fregio da cappello rigido utilizzato dai sovrintendenti della Guardia di Finanza